# IJlst (stad)
IJlst (Fries: Drylts, [drilts]) is een stad in de gemeente Súdwest-Fryslân, in de Nederlandse provincie Friesland. IJlst ligt ten noorden van Heeg en ten zuidwesten van de grotere stad Sneek. Door de stad loopt de rivier de Geeuw, die in de stad samenvloeit met de rivier de Ee. De Geeuw maakt deel uit van de verbinding Sneekermeer - Sneek - IJlst - Heeg - Heegermeer en is, met name in de zomer, een druk bevaren waterweg.
IJlst is een van de Friese elf steden. In 2023 telde de stad 3.050 inwoners. Tot 2011 was IJlst de hoofdplaats van de voormalige gemeente Wymbritseradeel. De inwoners van IJlst worden kypmantsjes genoemd, naar een koekjessoort die hier vroeger werd gemaakt.
IJlst is per trein bereikbaar. Het station IJlst ligt aan de spoorlijn Leeuwarden - Stavoren.

## Geschiedenis
Er zijn verschillende theorieën over het ontstaan van de naam IJlst. De naam is vermoedelijk afkomstig van het water Y of Ee. De oorspronkelijke naam van IJlst is Ylike geweest, dat later verbasterd is tot Ylts of Fries Drylts. Y of Ee betekent water en leke in Ylike is het Friese werkwoord like dat 'langzaam vloeien' betekent.
Een andere theorie is dat de naam afkomstig is van de Ylostins, de stins die in het zuidwestelijk deel van IJlst heeft gestaan. Een andere naamgever kan het Ee- of IJslot zijn, de stins die aan het water lag dat door IJlst stroomt. 
IJlst kreeg in 1268 stadsrechten. Het is daarmee de vierde stad in Friesland die stadsrechten kreeg, na Stavoren, Hindeloopen en Harlingen. De stad was bekend om de scheepsbouw en handelspositie. Ze is ontstaan aan de Oude Ee of Ye, een rivier tussen de Zuiderzee of een voorloper ervan en de Middelzee. Aan deze rivier dankt de stad haar naam. Toen de Middelzee dichtslibde en de omgeving ingepolderd werd nam het belang van IJlst als handelsstad af en legde men zich toe op de scheepsbouw.

### Bestuurlijke geschiedenis
IJlst was een zelfstandige gemeente tot het bij de grote herindeling van 1 januari 1984 werd samengevoegd met Wymbritseradeel. IJlst werd de nieuwe hoofdplaats. In 1985 kwam aan de noordkant van IJlst een nieuw gemeentehuis gereed. Het oude stadhuis, dat te klein was geworden, kwam in gebruik als politiebureau. Een aantal jaren later werd het verkocht aan particulieren als woning.

### Fabriek Nooitgedagt
Ruim een eeuw lang was de fabriek Nooitgedagt de grootste werkgever van de stad. In 1865 begon Jan-Jarings Nooitgedagt in IJlst met het maken van schaatsen en schaven. Het Bedrijf groeide en het assortiment werd in de loop der tijd uitgebreid met houtbewerkingsgereedschappen en houten speelgoed. De fabriek nam een prominente plek in binnen de stad maar rond 1990 verhuisde de fabriek naar het industrieterrein. Delen van de oude fabriek zijn inmiddels gesloopt. Er staat nog één oud gebouw, het zogenoemde 'giele stientsjes'-gebouw, de eerste Nooitgedagt-fabriek. Dit gebouw is gerenoveerd. Het laatst gebouwde authentieke fabrieksgebouw – het eerste in Nederland dat helemaal van beton werd vervaardigd – is medio oktober 2004 gesloopt.
Begin 21e eeuw hield de firma Nooitgedagt op te bestaan door een overname en een aantal jaren later gesloten. In het nieuwe gebouw werd een ander bedrijf gevestigd. Saillant detail is dat er zo'n tien jaar is gediscussieerd over het invullen van het oorspronkelijke fabrieksterrein. Al die tijd stond het gebouw er leeg en verpauperd bij.
Sinds oktober 2004 was er een discussie gaande over het behoud van de oude fabrieksschoorsteen. In 2007 werd de schoorsteen gerenoveerd, waarbij deze tot de oorspronkelijke hoogte is teruggebracht. Echter niet zoals vroeger gemetseld, maar in de vorm van een stalen skeletsel (kunstwerk). Medio 2005 is er op het oude fabrieksterrein een nieuw woonwijkje verrezen. Verder zijn er nog een vijftal panden voor de oude Nooitgedagt-fabriek gebouwd.

### Station
Op 8 november 1885 werd het station IJlst geopend aan de spoorlijn Leeuwarden - Stavoren. Er verrees een prachtig stationsgebouw. In 1938 waren er plannen om het station in IJlst te sluiten, maar tot 1941 was er nog sprake van een regelmatige verbinding per trein met IJlst. Vanaf 1941 stopten er geen treinen meer in IJlst en in 1954 werd het stationsgebouw afgebroken. Op 28 september 1985 werd de halte IJlst heropend, op de plaats waar vroeger de spoorwegovergang was. Tot op de dag van vandaag is er een treinverbinding naar Stavoren en Leeuwarden.

## Beschermd stadsgezicht
Een deel van IJlst is een beschermd stadsgezicht, een van de beschermde stads- en dorpsgezichten in Friesland. 
IJlst is bekend om haar aan het water grenzende tuintjes, de "bleken" of "overtuinen" geheten. Deze liggen langs de rivier de Ee die de centrale as van de stad vormt en het karakter heeft van een gracht. De weg loopt hier pal langs de huizen en aan de overkant liggen de overtuinen die bij de huizen horen. Deze tuinen werden vroeger gebruikt om de was te bleken en zijn voor een deel nog steeds in particuliere handen. Doordat de huizen langs de Ee vrij klein zijn heeft het geheel toch een dorpsachtig karakter. Doordat IJlst grotendeels omgeven was door water zijn er nooit verdedigingswerken rond de stad gebouwd.
Verder zijn er in de stad enkele tientallen rijksmonumenten.

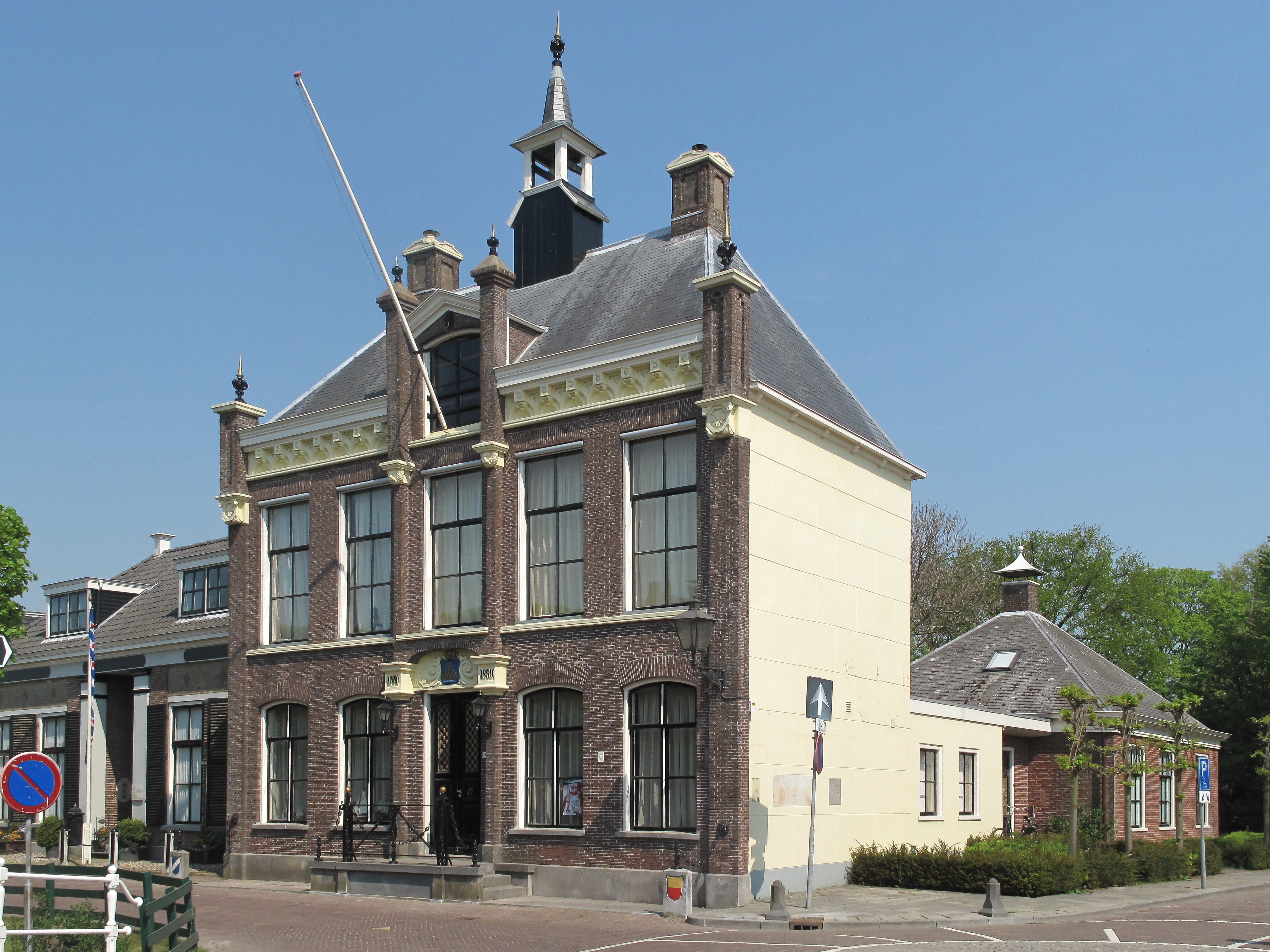
Oude stadhuis
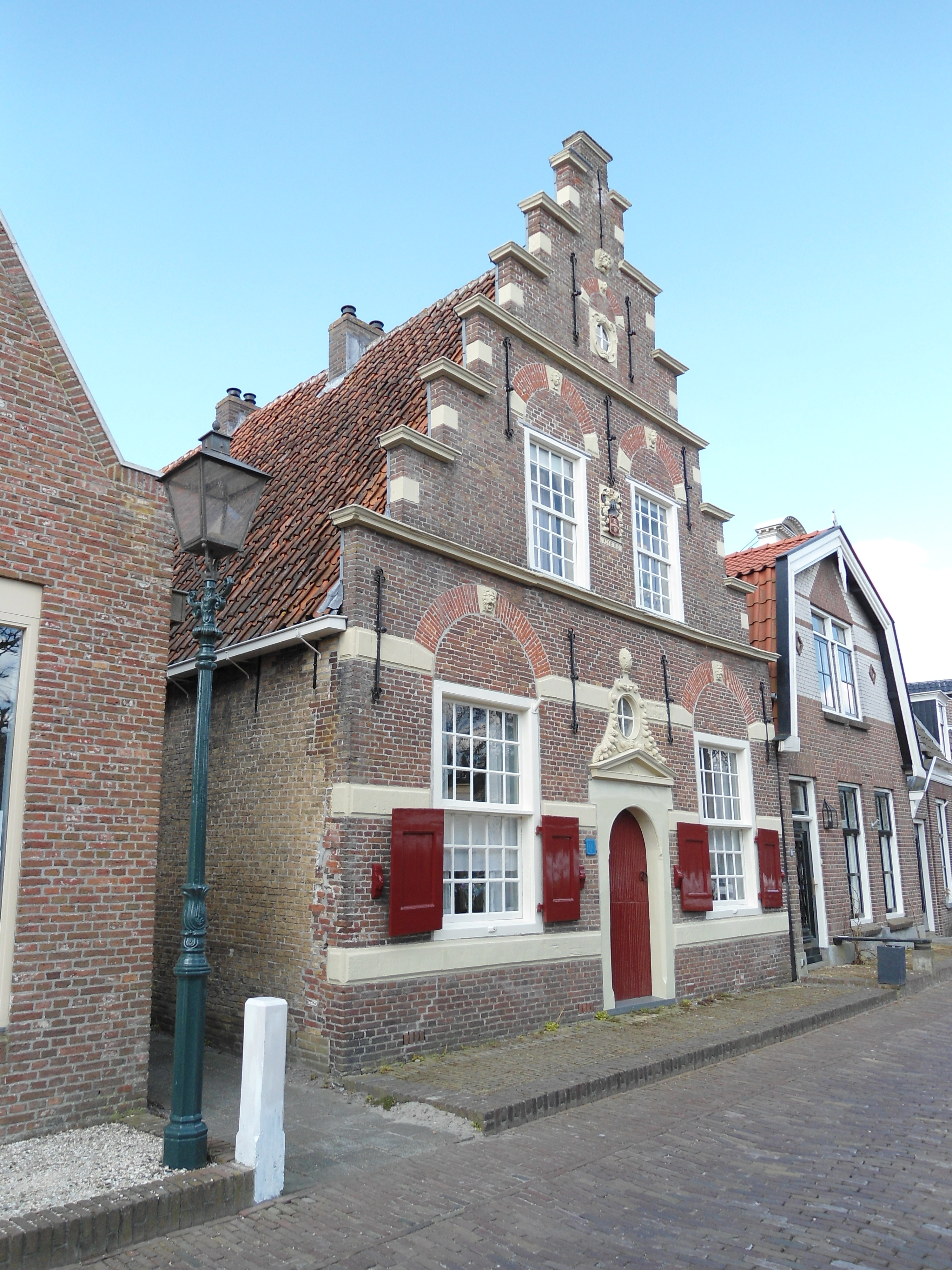
De Messingklopper aan de Eegracht

### Kerken
In IJlst staan enkele kerken. De oudste is de Mauritiuskerk. Deze zaalkerk met driezijdige koorsluiting is de opvolger van een kerspelkerk uit de 13e eeuw met zadeldaktoren gewijd aan de heilige Mauritius. Deze kerk werd in 1828 afgebroken en twee jaar later werd de andere kerk gebouwd. Deze heeft een ongelede toren met ingesnoerde spits
De Doopsgezinde kerk is een zaalkerk uit 1857, met een klokgevel en een driezijdige koorsluiting. De Stadslaankerk is een eenbeukige kruiskerk uit 1911. De ongelede toren met spits is net als de kruiskerk gebouwd in een rationalistische stijl. 

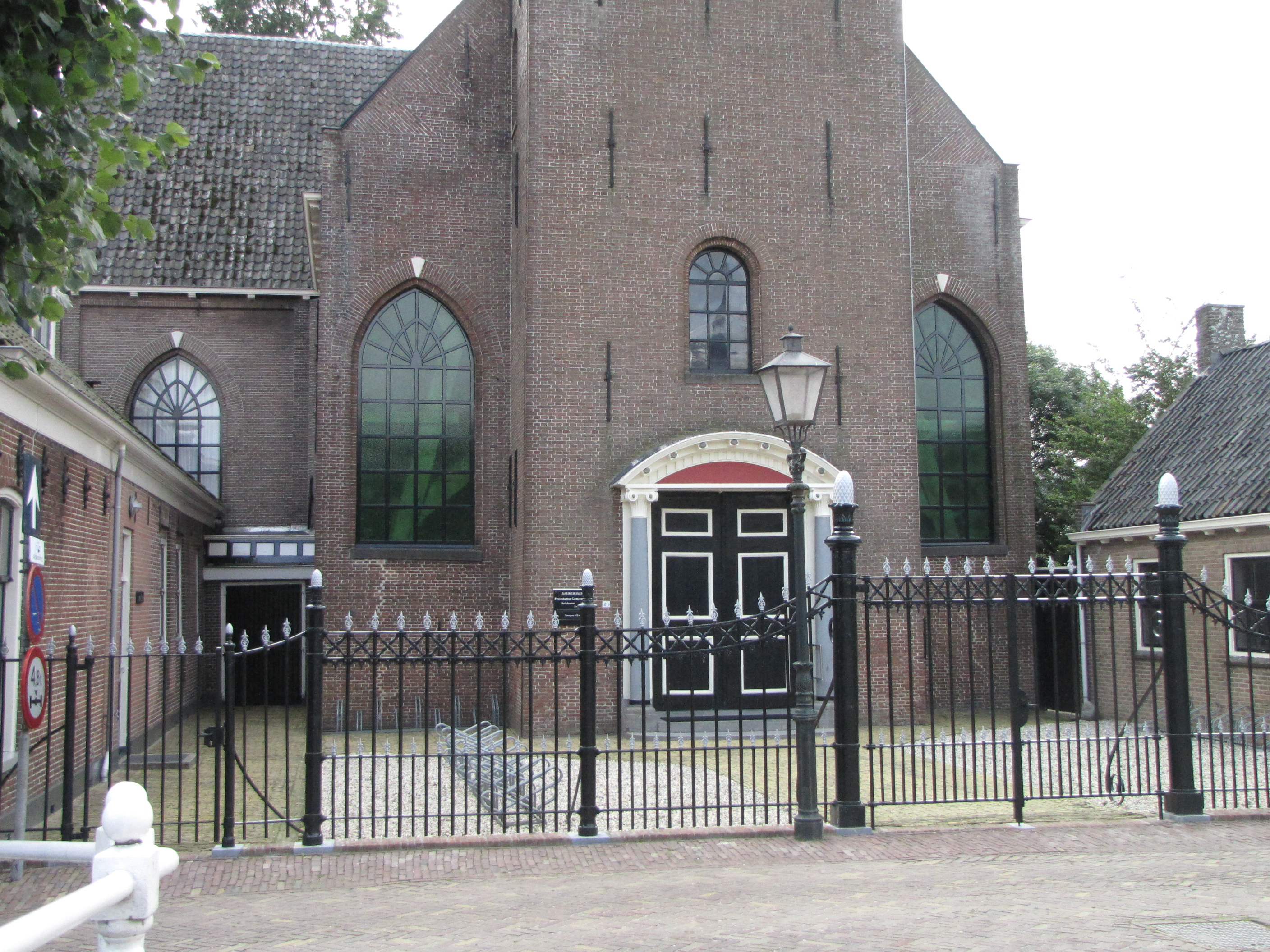
Mauritiuskerk
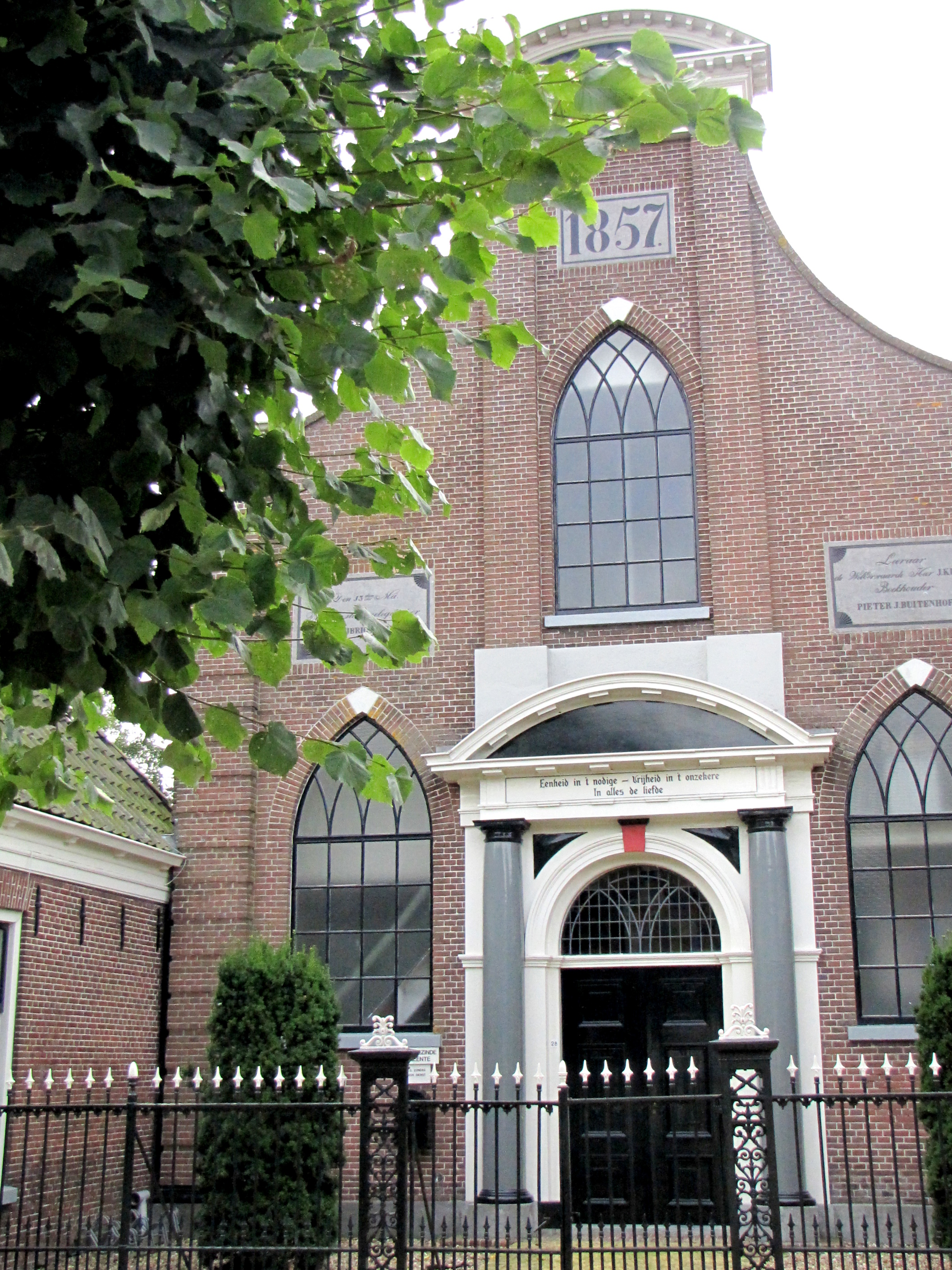
Doopsgezinde kerk
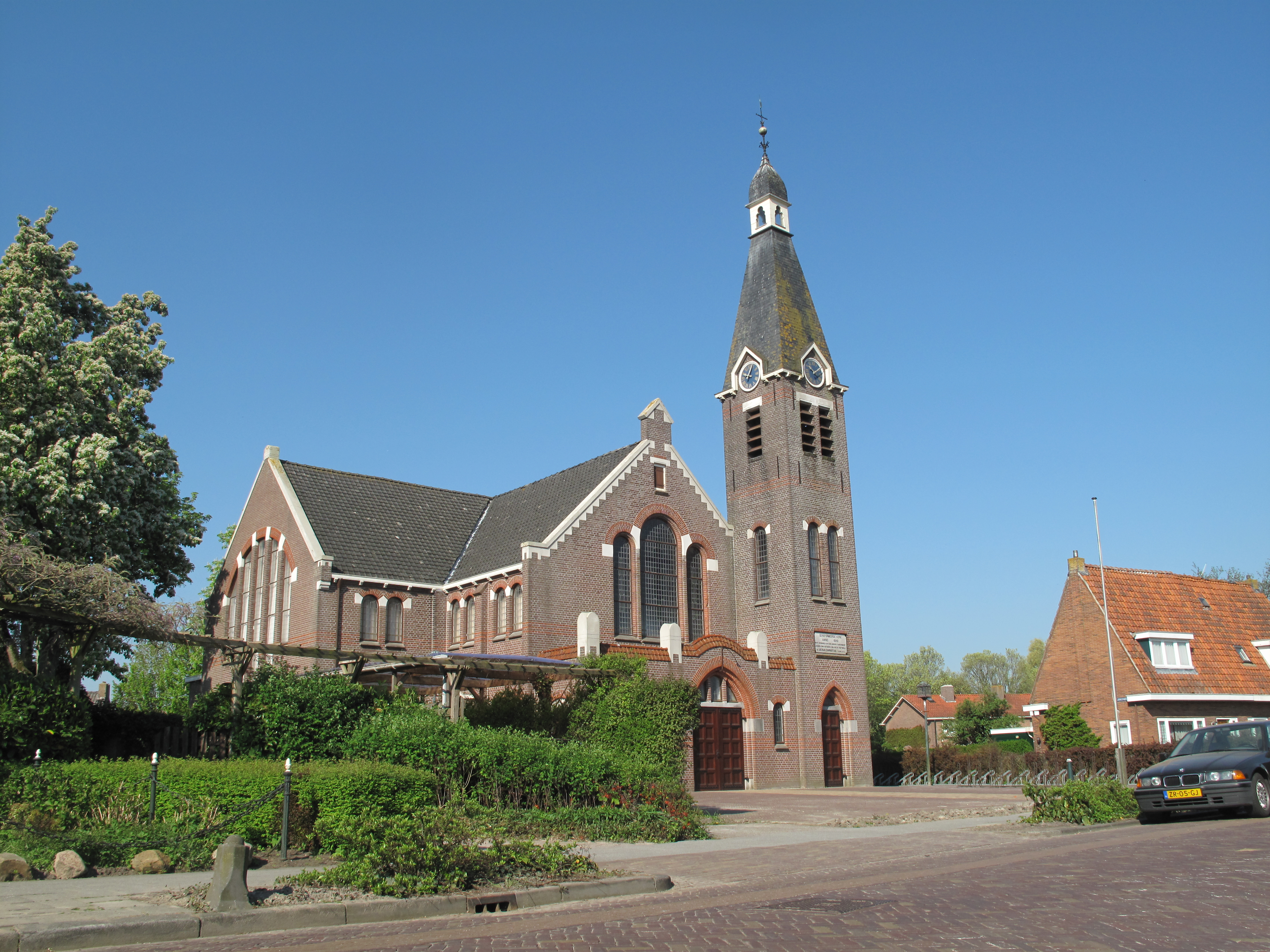
Stadslaankerk

### Molens
In IJlst staan twee molens. De bekendste is de achtkante stellingmolen De Rat. Deze werd in 1683 gebouwd in de Zaanstreek en werd in 1828 in onderdelen verscheept naar IJlst. Het is een van de drie houtzaagmolens in Friesland. Naast de windmolen staat de molenaarswoning.
De Terpensmole staat sinds 2011 een paar honderd meter verderop. Het is een poldermolen van het type spinnenkop. De molen stond oorspronkelijk bij Sneek, maar werd in 2011 verplaatst naar IJlst.

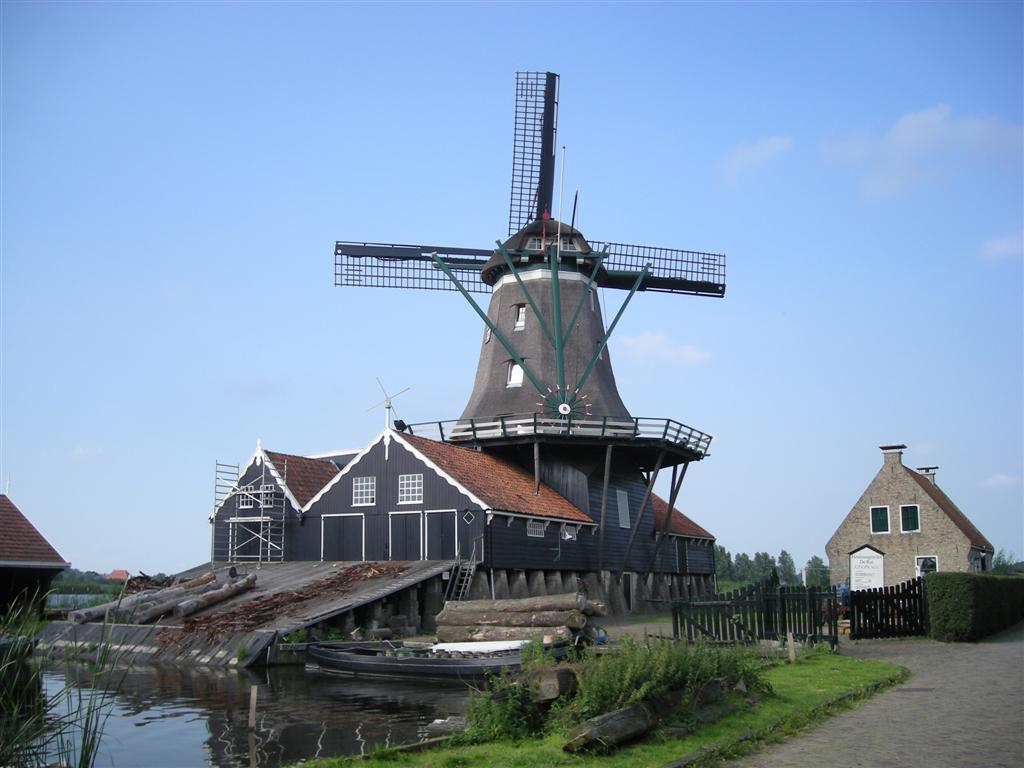
Houtzaagmolen De Rat
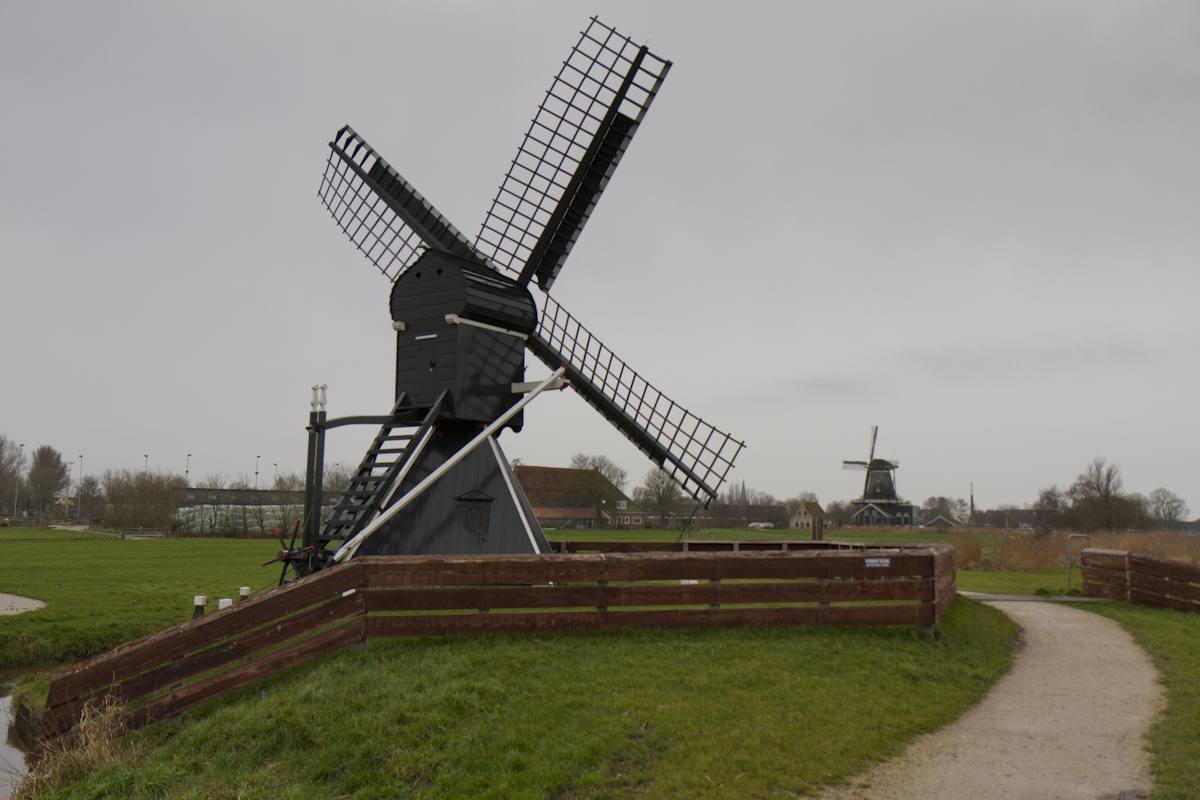
Terpensmole

## Cultuur

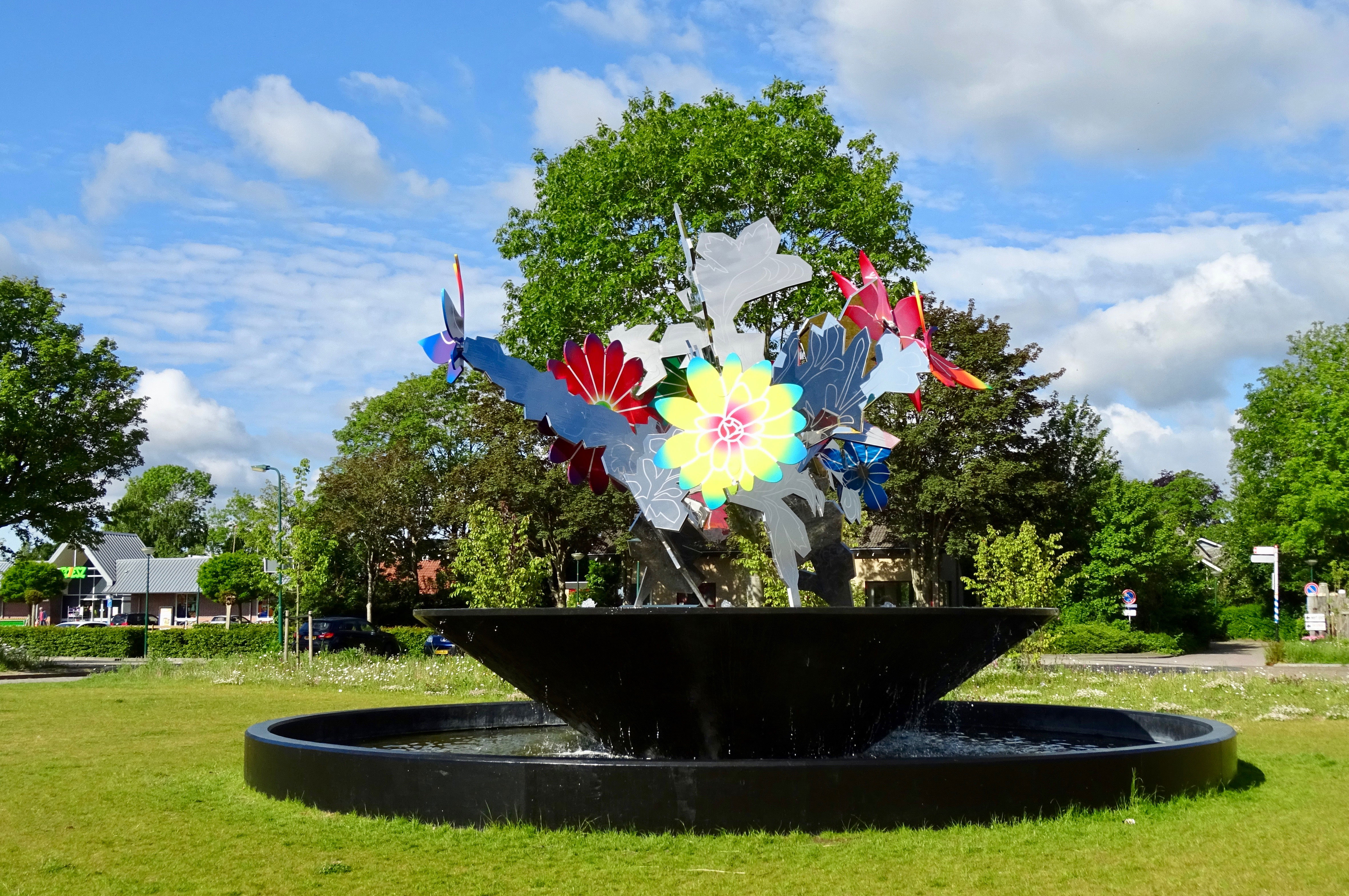
Onsterfelijke Bloemen – Rikka, fontein 11Fountains, door Shinji Ohmaki.

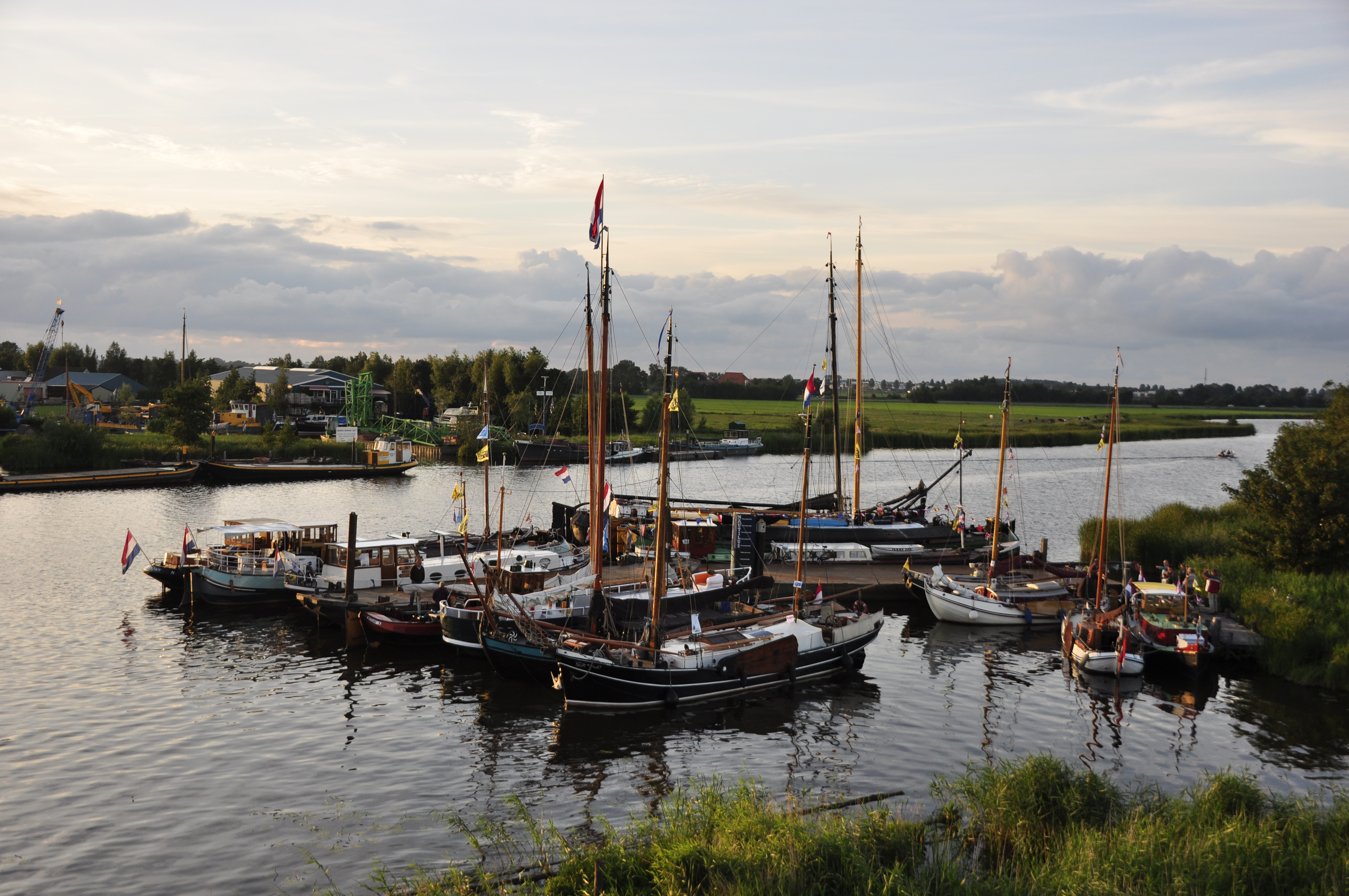
Zicht op de vele boten

De stad heeft een toneelgroep, Toneelgroep Jan Vos, het Muziektheater IJlst en de muziekvereniging en fanfare Concordia IJlst. In juni vindt er op de eerste zaterdag van juni de Overtuinenfair plaats in de stad.
In het oosten van de stad staat de fontein De Onsterfelijke Bloemen. Het is een van de 11Fountains en ontworpen door Shinji Ohmaki. Het is een weergave van Japanse bloemschikkunst (Ikebana) met Friese stinsenplanten. De bloemen bestaan uit verschillende lagen en symboliseren de verschillende generaties die in de stad geleefd hebben. De fontein geeft de verbinding tussen de mens, cultuur en natuur weer.
In IJlst werden in 2002 en 2004 opnamen gemaakt voor de films De schippers van de Kameleon en Kameleon 2. De bleekweiden en het oude stadhuis dienden als decor.

### Musea
De stad kende sinds 2007 het museum Nooitgedagt-IJlst. Deze zat in de voormalige fabrieken van J. Nooitgedagt & Zn en toont de schaatsen, het gereedschap en het speelgoed dat er gemaakt werd. Sinds 2017 is het Museum Houtstad geopend nabij de molen De Rat. De collectie ging in 2018 over in het museum dat de ambachtelijke historie van IJlst toont. Sinds mei 2019 is er een permanente buitenexpositie. Op 18 grote panelen is met name de (scheepsbouw)geschiedenis van de stad uitgebeeld.

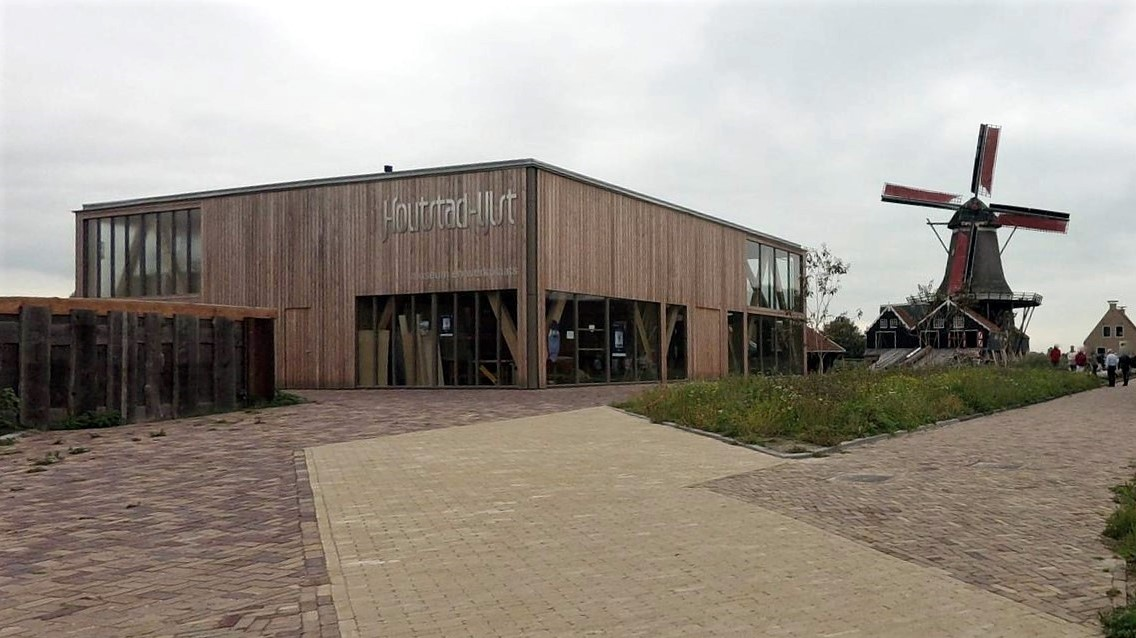
Houtstad-IJlst, museum en houtwerkplaats
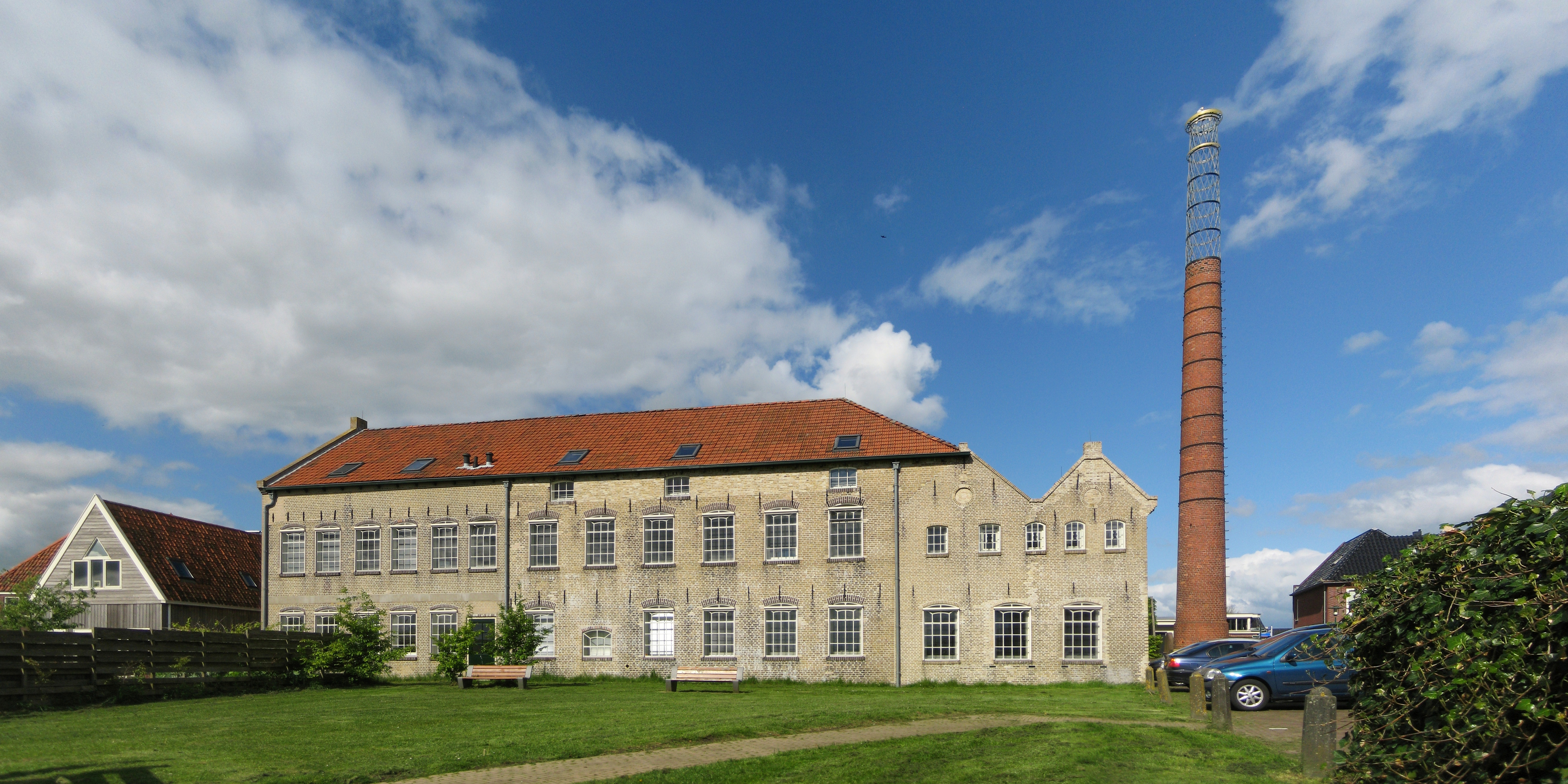
De achterzijde en schoorsteen van Nooitgedagt in 2014

## Sport
IJ.V.C. (IJlster Voetbal Club) is sinds 1925 de plaatselijke voetbalclub, met als thuisbasis sportpark de Útherne, gelegen aan de oostkant van IJlst. In IJlst is fierljepvereniging IJlst actief, met als thuisbasis de Wâtte Abma Skansen.  Deze schansen zijn gebouwd in 1986 en sindsdien meerdere keren aangepast aan nieuwe eisen en is gelegen naast de ijsbaan. Er worden jaarlijks zes tot acht wedstrijden versprongen. Het hoogtepunt is het verspringen tijdens de Fryslâncup.
In IJlst zijn de badmintonclub IJlst, de tennisclub LTC IJlst, volleybalvereniging Stânfries IJlst en de gymnastiekvereniging De Stânfries actief.

## Wijken
De wijken zijn aangegeven van oud naar nieuw:
- Ald Drylts (Oud IJlst) / Centrum
- Noord / Nijesyl
- Industrieterrein Roodhem
- De Rat
- Mientlan
- Cloosterkamp
- De Iendracht
- Wiiddraai

## Bevolking

### Bevolkingsontwikkeling
- 1954 - 1482
- 1959 - 1529
- 1964 - 1630
- 1969 - 1849
- 1974 - 2338
- 2006 - 3295
- 2011 - 3196
- 2018 - 3105
- 2019 - 3055
- 2021 - 3015
- 2023 - 3050

### Geboren in IJlst
- Eeltje Holtrop van der Zee (1824-1901), scheepsbouwer
- Walle Melis Oppedijk (1834-1893), houthandelaar en politicus
- Mellius Jan Klijnstra (1881-1949), architect
- Herman Onvlee (1885-1923), architect en uitvoerder
- Bert van Apeldoorn (1886-1979), hoogleraar
- Hein de Bruin (1899-1947), dichter en prozaschrijver
- Jan Klaasesz (1907-1997), burgemeester, gouverneur van Suriname en commissaris van de Koningin
- Jan Bockma (1921-1944),  Engelandvaarder, verzetsman, geheim agent en vulcaniseur
- Hylkje Goïnga (1930-2001), schrijfster
- Jouke Hoogeveen (1979), schaatser en inline-skater
- Toverberg (Lars Kroon) (1986), singer-songwriter en bassist
- Anna Raadsveld (1990), actrice

### Overleden in IJlst
- Reynier van Tzum (circa 1600-1670), in 1645-1646 opperhoofd in Dejima, later burgemeester van IJlst

### Erehof
Op de algemene begraafplaats van IJlst ligt een erehof voor twee omgekomen bemanningsleden van een neergestorte gevechtsvliegtuig tijdens de Tweede Wereldoorlog. Achter de twee graven liggen twee graven van Friese verzetsstrijders, die in 1945 zijn gefusilleerd door de Duitsers.
Bolsward · 
Dokkum ·
Franeker ·
Harlingen ·
Hindeloopen ·
IJlst ·
Leeuwarden ·
Sloten ·
Sneek ·
Stavoren ·
Workum
Steden: Bolsward · Hindeloopen · IJlst · Sneek · Stavoren · Workum

Dorpen en gehuchten: Abbega · Allingawier · Arum · Blauwhuis · Bozum · Breezanddijk · Britswerd · Burgwerd · Cornwerd · Dedgum · Deersum · Edens · Exmorra · Ferwoude · Folsgare · Gaast · Gaastmeer · Gauw · Goënga · Greonterp · Hartwerd · Heeg · Hemelum · Hennaard · Hichtum · Hidaard · Hieslum · Hommerts · Idsegahuizum · IJsbrechtum · Indijk · It Heidenskip · Itens · Jutrijp · Kimswerd · Kornwerderzand · Koudum · Kubaard · Loënga · Lollum · Longerhouw · Lutkewierum · Makkum · Molkwerum · Nijhuizum · Nijland · Offingawier · Oosterend · Oosterwierum · Oosthem · Oppenhuizen · Oudega · Parrega · Piaam · Pingjum · Poppingawier · Rauwerd · Rien · Roodhuis · Sandfirden · Scharl · Scharnegoutum · Schettens · Schraard · Sijbrandaburen · Terzool · Tirns · Tjalhuizum · Tjerkwerd · Uitwellingerga · Waaxens · Warns · Westhem · Wieuwerd · Witmarsum · Wolsum · Wommels · Wons · Woudsend · Zurich

Buurtschappen: Abbegaasterketting · Anneburen · Arkum · Atzeburen · Baarderburen · Baburen · Bernsterburen · De Bieren · De Blokken · De Hel · De Grits · De Kat · De Klieuw · De Polle · De Wieren · Dijksterburen · Doniaburen · Draaisterhuizen · Driehuizen · Eemswoude · Engwerd · Engwier · Exmorrazijl · Feyteburen · Flansum · Galamadammen · Gooium · Grauwe Kat · Grote Wiske · Grotewierum · Harkezijl · Hayum · Hemert · Hidaarderzijl · Hoekens · Hornsterburen · Idzega · Idserdaburen · Indijk (Bozum) · Jet · Jonkershuizen · Jousterp · Jouswerd · Kampen · Kleine Gaastmeer · Kleine Wiske · Kleiterp · Kooihuizen · Koufurderrige  · Kromwal · Koudehuizum · Laaxum · Laad en Zaad · Lippenwoude · Lytshuizen · Makkum (Bozum) · Meilahuizen · Montsamaburen · Nijeburen · Nijeklooster · Nijezijl · Oosthem (Witmarsum) · Osingahuizen · Piekezijl · Remswerd · Rijtseterp · Scharneburen · Schrok · Sieswerd · Sjungadijk · Smallebrugge · Sotterum · Speers  · Strand · Swaanwerd · Swarte Beien · Tsjerkebuorren · Vierhuizen · Viersprong · Vijfhuis · Vissersburen  · Het Vliet· Westerlittens · Wolsumerketting · Wonneburen · Ypecolsga

 Voormalige buurtschappen: Aaksens · Angterp · De Band · Barsum · De Bird · Bittens · Bloemkamp · Bootland · Bovenburen · Doniawier · Goëngamieden · Hiddum · Houw · Knossens · De Nes · Ottenburen · Sandfirderrijp · Slijp · Spijk · De Weeren 

Friesland: Steden en dorpen      Nederland: Provincies · Gemeenten